# ユダヤ料理

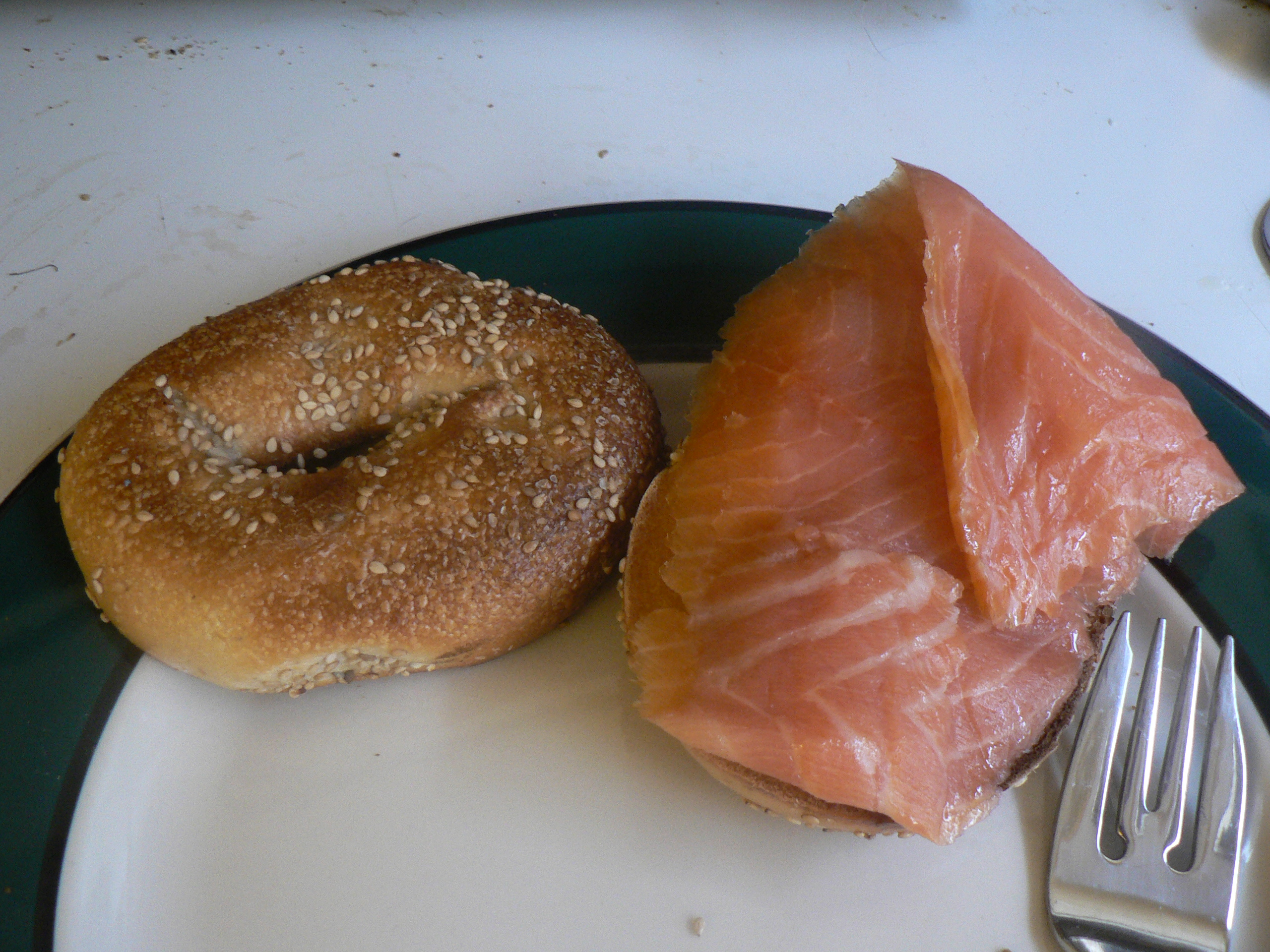
クリームチーズとロックス(スモークサーモン)を添えたベーグル。アメリカのユダヤ料理とされる。

ユダヤ料理（ユダヤりょうり）は、世界中に分布するユダヤ人の、多様な伝統料理の集合体である。ユダヤ教の食のタブー（カシュルート）、祭礼、安息日の伝統により規定されつつ、何世紀にもわたって進化してきた。ユダヤ人コミュニティが定住した世界中の国々の経済、農業、料理の伝統により、ユダヤ料理は様々な影響を受けている。
ユダヤ料理は、アシュケナジム、セファルディム、ミズラヒム、イラン系、イエメン系、インド系、ラテン・アメリカ系のグループに大別される。エチオピアから中央アジアにかけてのユダヤ人コミュニティの料理もある。
1948年のイスラエル建国以降、特に1970年代後半から、初期のイスラエル多国籍料理が発達した。それにより、新しい農産物や中東諸国の料理を取り入れた、新ユダヤ・スタイルの要素が多く確立された。

## ユダヤ料理への影響

### カシュルート(ユダヤの食物規定)

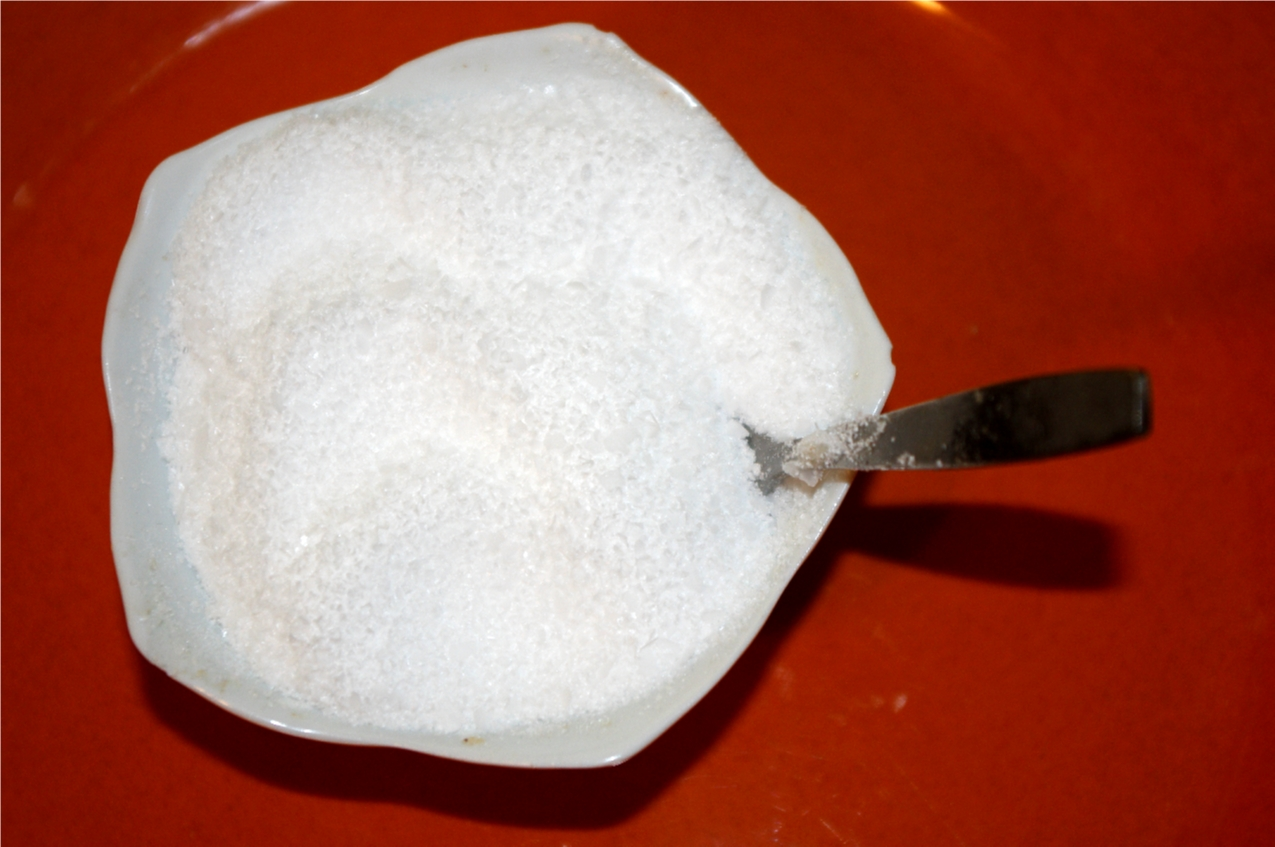
肉をカシェルとするための荒塩

どんな食べ物が許されるか、どのように準備するべきかを定めた食の清浄規定(カシュルート)は、ユダヤ料理に影響を与えている。「カシェル」の語は「ユダヤ教戒律への適合」を意味する。
特定の食品、特に豚と甲殻類が禁じられている。肉と乳製品を同時に食してはならない。
敬虔なユダヤ教徒は、カシュルートに適合した肉や鶏肉だけを食べる。肉はユダヤ教の戒律に則ってショーヘート(儀式的屠殺者)が処置し、血液を完全に抜く。調理の前に30分間水に浸け、それから穴を開けた板に乗せ、荒塩を擦り付けて血抜きをし、1時間寝かせる。
最後に塩を洗い流せば、肉は料理に使えるようになる。
昨今では、肉屋やスーパーマーケットで購入したカシェルの肉は、通常すでに前述のような処置が終えられており、自分で水に浸けたり塩をまぶしたりする必要はない。
カシュルートによれば、肉や鶏肉は乳製品と一緒にしてはならないし、皿や調理器具なども別々にしなければならない。このため、カシュルートを遵守するユダヤ人は、台所を肉用エリアと乳製品用エリアに分け、オーブンや皿や調理器具も区別する。財政や場所に制約がある場合は、乳製品に触れた調理器具を、肉にも使用できるようカシェルする手順が存在する。
つまり、バター、ミルク、クリームが肉料理に使われたり、肉と一緒に供されたりすることがない。代わりに植物油、精進マーガリン、精製した鶏油(アシュケナジムの伝統ではしばしばシュマルツと呼ばれる)、牛乳を含まない代用クリームなどが使われる。
宗教的禁止令にもかかわらず、一般的にカシェルとは考えられない食べ物がいくつか伝統的なユダヤ料理に取り入れられている。一例として、少なくとも19世紀以来、ヨーロッパのユダヤ人はチョウザメを消費してきた。

### 地理的分布

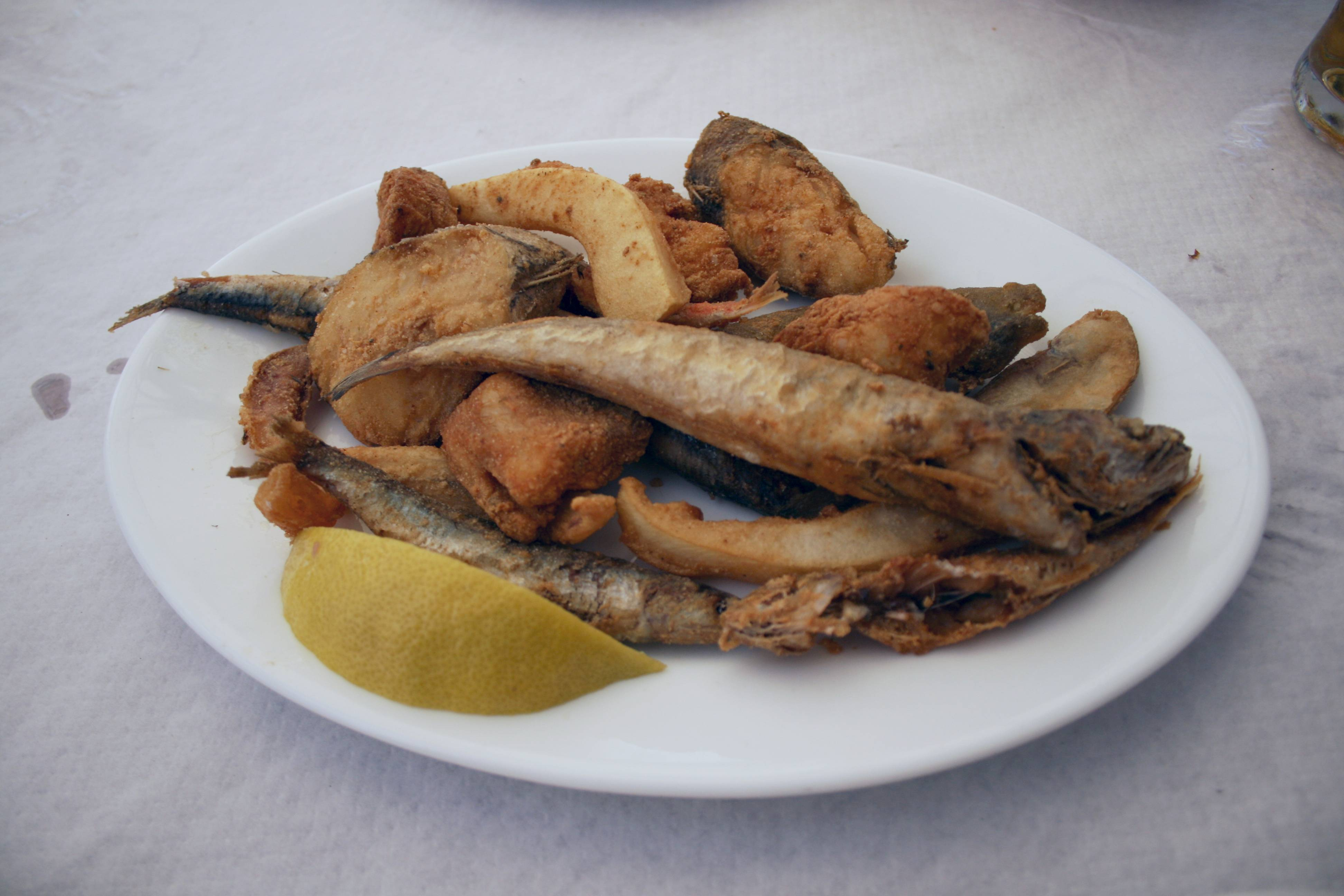
魚のフライ
16世紀、スペイン、ポルトガルのアンダルシア・ユダヤ人から広がった

アシュケナジムの料理の多くは、中欧から東欧の寒冷気候に長年暮らすうちに生まれた。その一方でセファルディムの料理は、暖かな地中海気候の生活に影響を受け、より軽いものになっている。
それぞれのユダヤ人コミュニティごとに伝統的料理が存在し、その地の特産品を中心としていることもしばしばである。スペインとポルトガルでは、オリーブが日常的に取り入れられ、油で揚げる料理も多い。例えば、英国料理としてよく知られるフィッシュ・アンド・チップスのような揚げ魚の概念は、セファルディムのユダヤ人移民によって英国にもたらされた。ドイツでは、シチューが一般的だった。オランダのユダヤ人はピクルス、鰊、バターケーキ、ジャムロールを得意とする。ポーランドのユダヤ人は、マッツァー・ボールのスープやロクシェン・ヌードルとともに、魚に詰め物をして煮込んだ料理を幾種類も作る。北アフリカのユダヤ人は、クスクスやタジン鍋を食べる。
このように、アシュケナジムにとっての安息日の伝統的料理は、ローストビーフ、ポットロースト、鶏、ニンジンのツィメス、ジャガイモであるとされる一方で、セファルディムにとっての安息日の伝統料理は、サラダ、ブドウの葉包み、クスクスなど中東の特産品が中心となる。

## ユダヤ料理の歴史

### タナハ時代

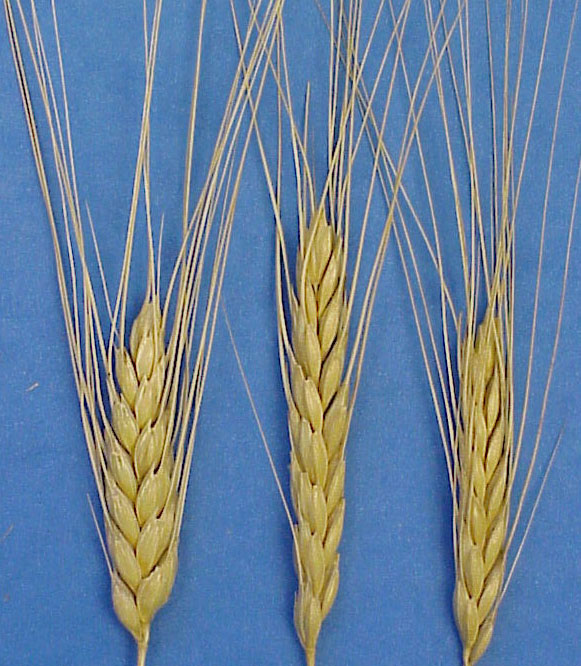
エンマー小麦
聖書の時代に広がった

古代イスラエルの一般人の日常食は、主にパン、穀物、豆類だった。食事ごとにパンを食べた。野菜は少量ながらも重要な食材だった。イスラエルの人々は、春夏の季節にはヤギと羊の乳を飲み、バターやチーズを食べた。最もよく食べられた果物はイチジクとブドウで、季節に応じてザクロその他の果物やナッツ類も食べられた。飲料の定番はワインで、時には他の発酵飲料も作られた。オリーブは主に、油を採るために使われた。肉は通常ヤギやヒツジの肉で、祝賀、祝日、燔祭など特別な機会にのみ食べられた。時に応じてジビエ、鳥、卵、魚も食べられていた。

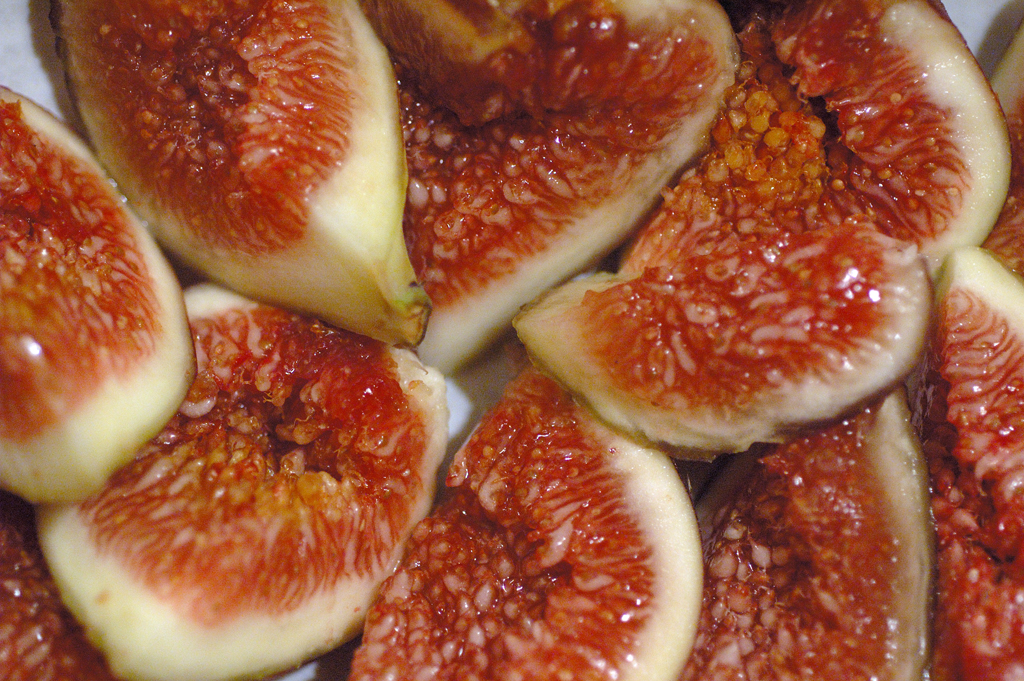
イチジクは聖書で何度も言及された果物のひとつである

大部分は、旬の新鮮な食材を食べていた。果物と野菜は、熟してから傷むまでの間に食べられた。人々は、周期的に襲ってくる飢えや飢饉と闘わねばならなかった。充分な食物を生産することは難しく、時宜を得た労働を必要とした。気象条件を予測することも難しく、できるだけ多くの食糧を収穫して保存する必要があった。そのため、ブドウからレーズンやワインを作り、オリーブからは油を搾り、イチジクや豆類を乾燥し、穀物を貯蔵して、いざという時のために1年を通して蓄えられた。
古代イスラエル時代からローマ帝国支配の時代にかけて、主要な食材を入手可能なものに限定した料理が食べ続けられた。長い間には新しい食材が利用できるようにもなったが、それでも料理の特徴が大きく変わることはなかった。たとえばコメは、ペルシア時代にもたらされた。ヘレニズム時代にはナバテア王国との取引が増加して、少なくとも富裕層にとっては利用できるスパイスが増え、地中海からは魚が都市に輸入されるようになった。ローマ時代には、サトウキビがもたらされた。
古代イスラエルを象徴する食べ物は、紀元後70年の第二神殿破壊とディアスポラの後も、ユダヤ人にとって重要なものであり続けた。パン、ワイン、オリーブオイルは、コムギ、ブドウ、オリーブという古代イスラエルの主たる収穫物につながるものとみなされた。タナハ(聖書)でこの3つは、人の願いに対する神の応えだとされる(ホセア書 2:21-22)。特に、これら3つをうまく栽培して収穫するには、季節の雨が不可欠である(申命記 11:13-14)。
パン、ワイン、オリーブ・オイルの重要性は、祈りの場面でワインを飲み、安息日や祝日、結婚式などの宗教儀式でパンを食べ、安息日や祝日の灯りをオリーブ・オイルでともすなど、ユダヤ教の儀式に取り入れられる形で示される。

### タルムード時代
パンは主食であり、タナハにおいても食事を摂ることを、「パンを食べる」というシンプルな表現で表す。このためラビの教義律法では、パンを前に唱えられる祈りには、ワインとデザート以外のすべてを含めると定めている。パンは小麦からだけ作られるとは限らず、大麦、米、雑穀、レンズ豆その他からも作られた。さまざまな果物も食べた。シャブオットの期間にはリンゴを食べるなど、祝日やローシュ・ハッシャーナーのような特別な機会には、特定の果物やハーブを食べる習慣があった。子どもたちは特別に過越の日の夕刻に、ナッツと炒った穀物の穂を受け取った。オリーブは非常に一般的で、尺度として使われたほどだった(ザイト)。
肉は、安息日や祝祭日など特別な機会にのみ食べた。敬虔な信者は、適合した牛を安息日に食べた(モエード16a)。しかし食卓には他にも、さまざまな種類の皿、副菜、スパイスが用意された。シカ、キジ、鶏、鳩の肉もまた料理された。魚は安息日を記念して金曜日の夕方に食べられた。
塩漬けの魚は、ギリシア人やローマ人と同様ユダヤ人の間でもガルムと呼ばれ、商取引の重要な商品となった。大プリニウスは、ユダヤの律法に従って準備された「 garum castimoniale 」、すなわちコーシャー・ガルムだと述べている。特定の種類のイナゴも食べられていた。卵は、その量が尺度として使われるほど一般的な食べ物だった。

#### 食事の組み立て
一皿目に酢漬けを食べて食欲を増進し、続いてメインの料理を食べ、ギリシア語で「 θάργημα 」と呼ばれるデザートで食事を終える。「 Afiḳomen 」も同様の意味で使われる。メイン料理の前後に、オードブルのようなものが出されることもあった。ワインには、ミルラで風味を付けたり、ハチミツとコショウを混ぜたコンディトゥム(conditum)と呼ばれる香料で風味を付けたりした。ヴィネガー・ワイン、アマヌス産やキリキア産のワイン、サロン産の赤ワイン、エチオピアのワイン、黒ワインなどがあった。特定のワインだけが胃腸に良いと思われていた。エジプト産のジトスと呼ばれるビールや、イパラで作るビールのスピナ・レジア(Spina regia)もあった。「飲み物のない食事は自殺を意味する」として、食事時に飲み物を飲むことは重要視された。

### 中世

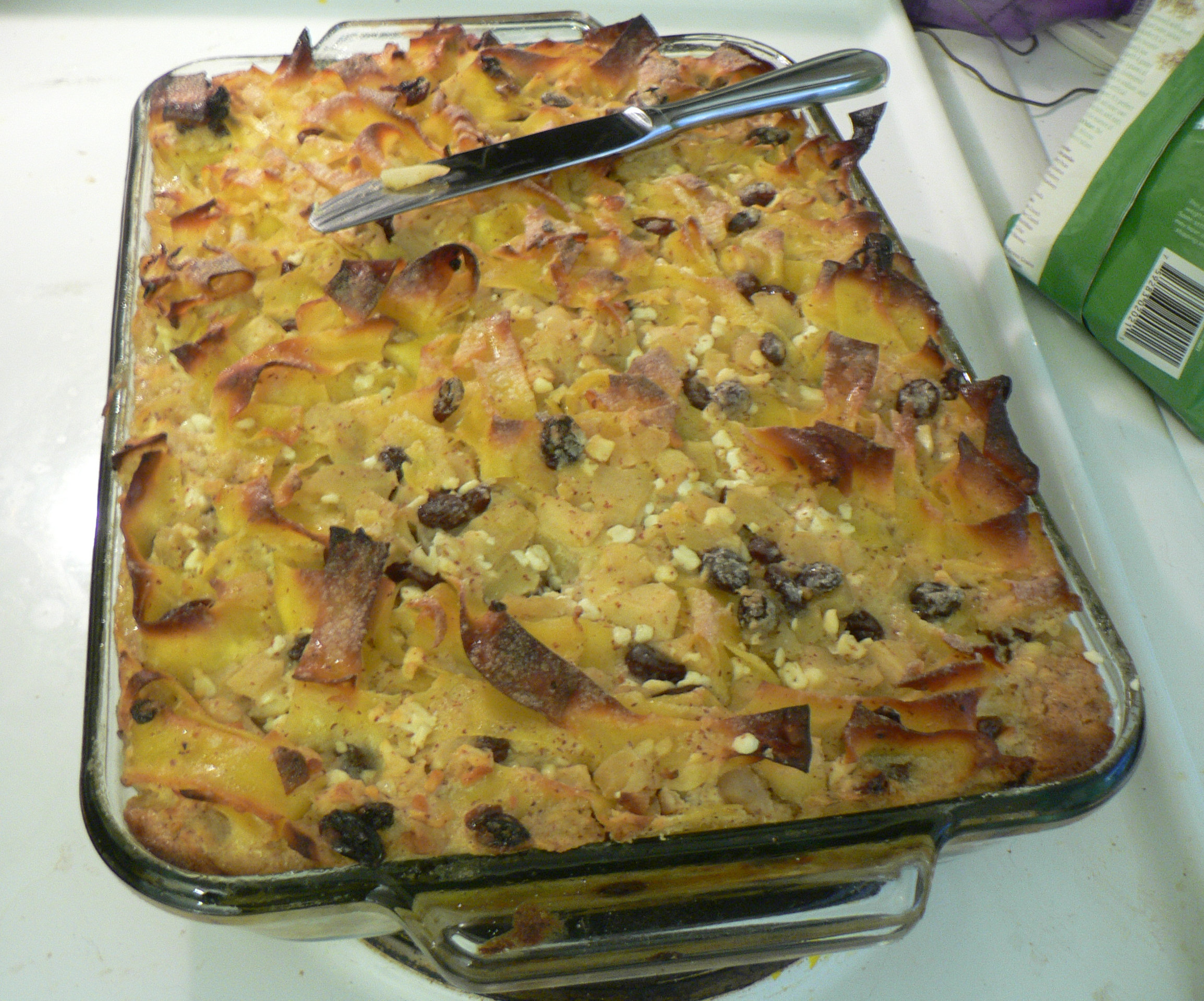
ロクシェン・クーゲル。

中世、ユダヤの人々は広く離散し、その食生活の様相を系統だてて語ることは難しい。
アラブ諸国では『Halakhot Gedolot』の著者は、ユダヤ人特有の料理いくつかについて述べており、例えば「パスパグ」はおそらくビスケットのようなものだと思われる。祈祷書『Siddur Amram』によれば、有名なハローセトはこれらの国ではハーブ、小麦粉、ハチミツ（アラビア語で"ḥalikah")を混ぜて作るという。マイモニデスは著作『Sefer Refu'ot』で、健康的な料理について触れている。彼は、新しくも古くもなく、細かく挽き過ぎていない小麦で焼いたパン、さらに、仔ヤギ、ヒツジ、鶏、卵黄を勧めている。ヤギやヒツジの乳も健康によく、チーズやバターもまた不健康ではない。ハチミツは高齢者によく、白身魚、ワイン、ドライフルーツも健康的である。
しかし新鮮なフルーツは、健康的ではないという。またニンニクやタマネギについても勧めていない。

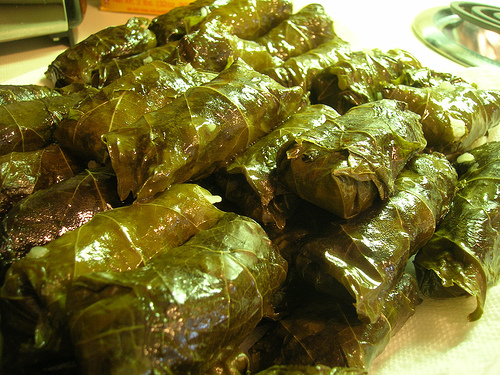
ブドウの葉でくるんだヤプラク(葉の意)

『Massechet Purim』という本には、イタリアのユダヤ料理について詳しく書かれている。その中で、、パイ、クリ、キジバト、パンケーキ、タルト、ジンジャーブレッド、ラグー、シカ肉、ガチョウの丸焼き、鶏、詰め物をしたハト、カモ、キジ、ヤマウズラ、ウズラ、マカロン、サラダについて考察している。
これらは贅沢だと考えられていた。中世の抑制されたユダヤ人は、安息日、祝日、割礼式、結婚式にだけ、大いに食事を楽しんだ。
例えば1488年のOvadiah Bartinuraの手紙によれば、ロドス島のユダヤ人はハーブと野菜だけを常食としており、肉や野菜を味見することもなかった。しかしエジプトでは肉や魚、チーズを、ガザではブドウ、フルーツ、ワインを入手することができた。冷菜は今も東部では食べられている。通常は料理は1皿だけで、毎日新しいパンとともに食べられた。
12世紀以降にイディッシュ語で書かれた文献に、よく現れるのがブラッツェル(brätzel)、ロクシェン、パステーテン(pasteten)、フラーデン(fladen)、ベレグ(beleg)である。ボルシチ(Barscht,borshtsh)はウクライナのビートのスープで、よく知られているのは安息日に食べるハッラーである。チョレントについてはハイネも言及しており、スペインのユダヤ人はこれをハミーン(hamin)と呼んだ。安息日に食べるプディング、クーゲルもよく知られている。

### 近現代
東欧をルーツとするユダヤの人々の料理のほとんどは、彼らが居住した国の料理と大きな差異はなく、英語圏のほとんどを含むヨーロッパの大部分では、現地で一般的な料理がユダヤ料理へとアレンジされ、カシュルートに適合する代用品が生み出された。ジェントリーが豚で作る料理を、仔牛や鶏の肉で作るといった類である。鶏油や、最近のクリスコなど水素化した油は、ラードの代用になる。このように、ロシア系ユダヤ人のカーシャやブリンツ、ルーマニア系のママリガ、ハンガリー系のパプリカーシュは、周囲のジェントリー料理をユダヤ人が取り入れたものである。宗教儀式の際にだけ、彼らは特別なユダヤ料理を作る。特にアメリカでは、ユダヤ料理（とユダヤ料理のレシピ本）を見ると、ユダヤ人女性とユダヤ人家庭の役割の変化がよく分かる。

## さまざまなユダヤ料理

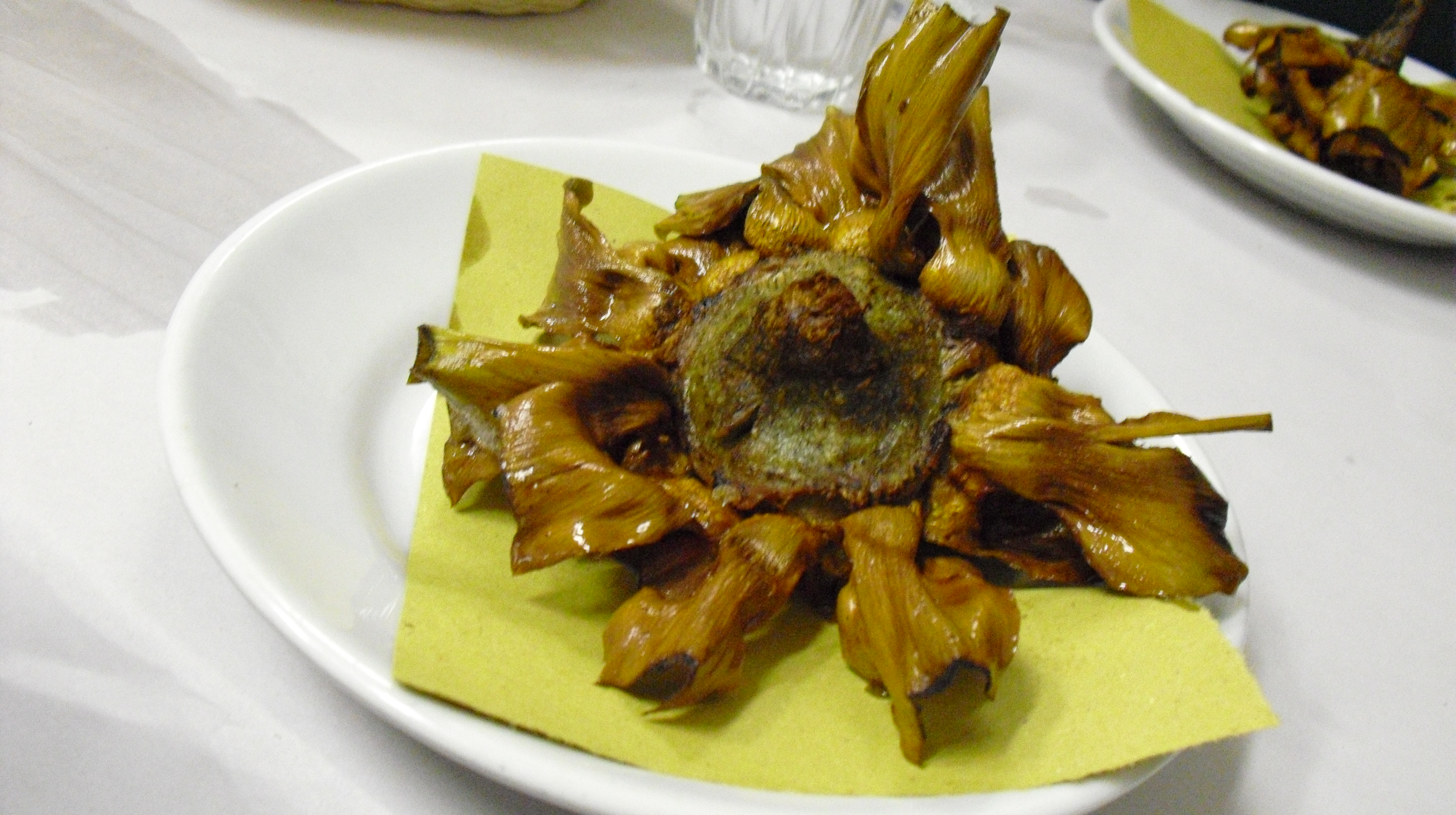
アーティチョークのユダヤ風

ユダヤ料理の起源は世界中に存在するが、一般的にはイベリア半島や北アフリカ地域のセファルディム、中東や中央アジアのミズラヒム、東欧や中欧のアシュケナジムのグループに大別される。
しかし、ユダヤ人はしばしば長距離間を移住することもあり、またヨーロッパ南東部などのようにユダヤ人が定住した結果、長い間に異文化の影響を受ける場合もあって、異なる料理の間にも共通部分が多く見受けられる。
例えばバルカンのユダヤ料理は、アシュケナジム＝ヨーロッパと、セファルディム＝トルコの両方の影響を受けている。これは、この地域(現代のオーストリアとポーランドの国境まで)がしばらくの間、オスマン帝国領であったことに由来する。19世紀にアシュケナジムからパレスチナへの移住が増加しイスラエルが建国されると、アシュケナジム、セファルディム、ミズラヒムのユダヤ人が接触することも増えて中東の重要性が増し、すべてのユダヤ人の間にも地中海料理が広まった。

### アシュケナジム

#### 起源
今日知られるアシュケナジムの料理は、広くアメリカのユダヤ料理やイスラエルのアシュケナジム料理に基づいている。その一方でアシュケナジムのユダヤ料理の伝統の多くは、東欧から生まれている。中世に西ヨーロッパを追放されたユダヤ人は、貧困の中に生きることを余儀なくされ、食材も制限された。料理は少ない材料で作られるようになった。香辛料や味わいを深める食材も、充分に使用することができなかった。これは、アシュケナジムの料理のいくつかが、セファルディムやミズラヒムの料理よりも味気ないとしばしば評される理由ともなった。

#### 魚

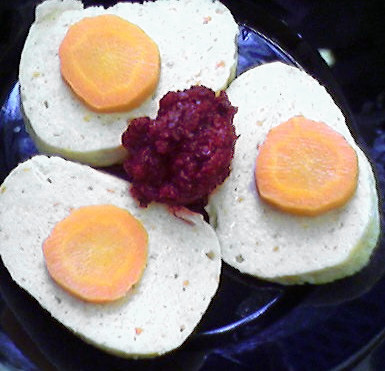
ニンジンのスライスとフレインを添えたゲフィルテ・フィッシュ

カシェルの肉を常時使えないので、魚はユダヤ人の食生活に欠かせないものとなっている。東欧では、特に安息日によく供される。魚は牛肉や鶏肉と同様にみなされていないので、乳製品と一緒に食べることもできるが、一部のセファルディムは魚と乳製品を混ぜない。魚は精進と見なされるとはいえ、一度の食事で魚が供される場合、正統派ユダヤ教徒は魚料理だけ皿を取り換えたり洗ったりする。ゲフィルテ・フィッシュとロックスは、アシュケナジムの定番料理である。
ゲフィルテ・フィッシュは、イディッシュ語で「詰め物をした魚」を意味する「געפֿילטע פֿיש」が語源である。伝統的な調理法は、まず魚(通常ドイツ鯉)のステーキの皮を剥ぎ、骨を外して身を細かく刻む。これに、みじん切りにして炒めたタマネギ、卵、塩コショウ、植物油を混ぜる。できたものを再び魚の皮の中に詰め、封をするというものである。安息日にこの料理を食べるのは、食事中に食べ物から骨を外すことが宗教的に禁じられているからである。

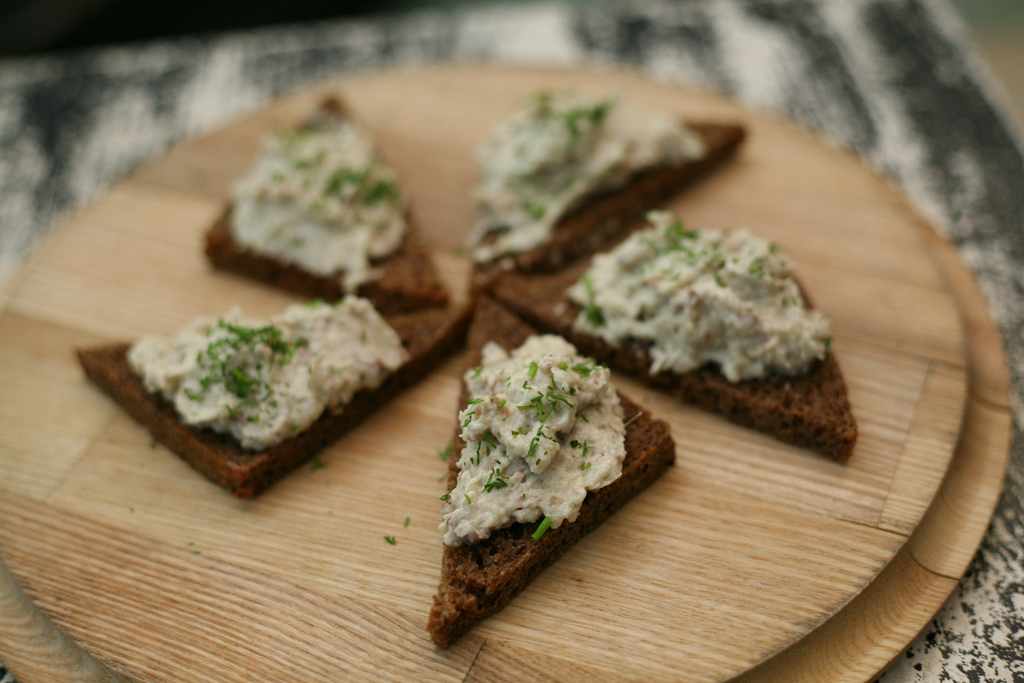
フォルシュマーク。刻んだニシンをライ麦パンに塗り広げる。

近年に商業的によく見られるのは、ポーランド風のゲフィルテ・フィッシュもしくはクネルに似たフィッシュ・ボールで、砂糖を加えたスープがほんのりと甘い。厳密にいえば、これらは魚の詰め物というよりすり身に近い。
この調理法は、サーブの前に魚全体をカットする手法よりも、皮から中身を取り出して食べる伝統を進化させたものである。
伝統的にはコイで作る料理だが、ゲフィルテ・フィッシュは大きな魚ならば何からでも作ることができる。英国ではタラ、コダラ、メルルーサが、フランスではコイやカワカマスが利用される。アメリカでは、それにコクチマスのミンチも加わる。
ロックス(スモークサーモン)もしくはコクチマスと、クリームチーズ、ベーグルの取り合わせは、アメリカで伝統的なユダヤの朝食もしくはブランチのメニューとして、ニューヨークのデリカテッセンで有名になった。
フォルシュマークは刻みニシンのことで、安息日の前菜として定番である。皮を剥いで骨を抜いたニシンに、固ゆで卵、タマネギ、リンゴを加えてみじん切りにし、砂糖、コショウ、少量の酢で味付けする。

#### スープ

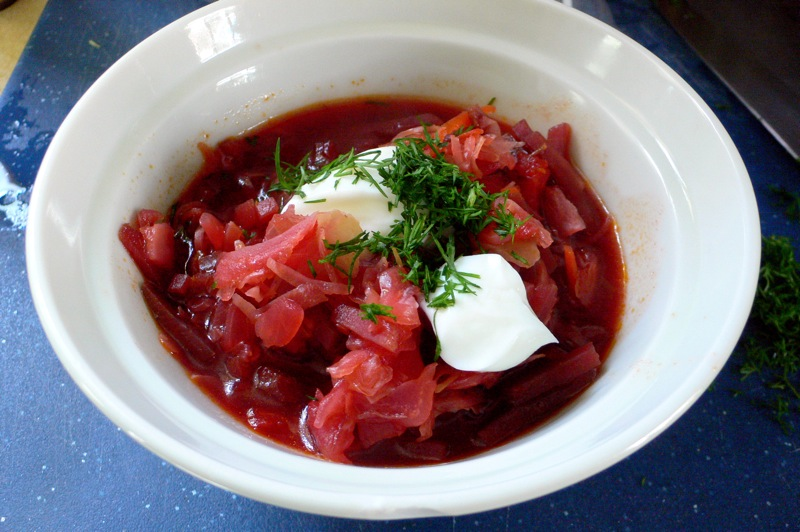
サワークリームを添えたボルシチ

アシュケナジムの特徴として、いくつかのスープが知られている。よく知られたものの一つがチキンスープ(יױך)で、伝統的に安息日、祝日などの特別な機会に食べる。スープにはロクシェン(麺)やコメが添えられることもある。シュケデイ・マラク(スープ・アーモンドの意で、イスラエルでは定番のクルトン)を添えて、イディッシュ語で「マンドレン」「マンドラハ」と呼ばれる。他にも定番として、ダンプリングの一種クレプラハや、マッツァー粉、卵、水、溶かした脂肪、塩コショウで作るクネイドラハがある。クネイドラハは過越祭に、クレプラハは他の祝祭に食べるというユダヤ人もいる。

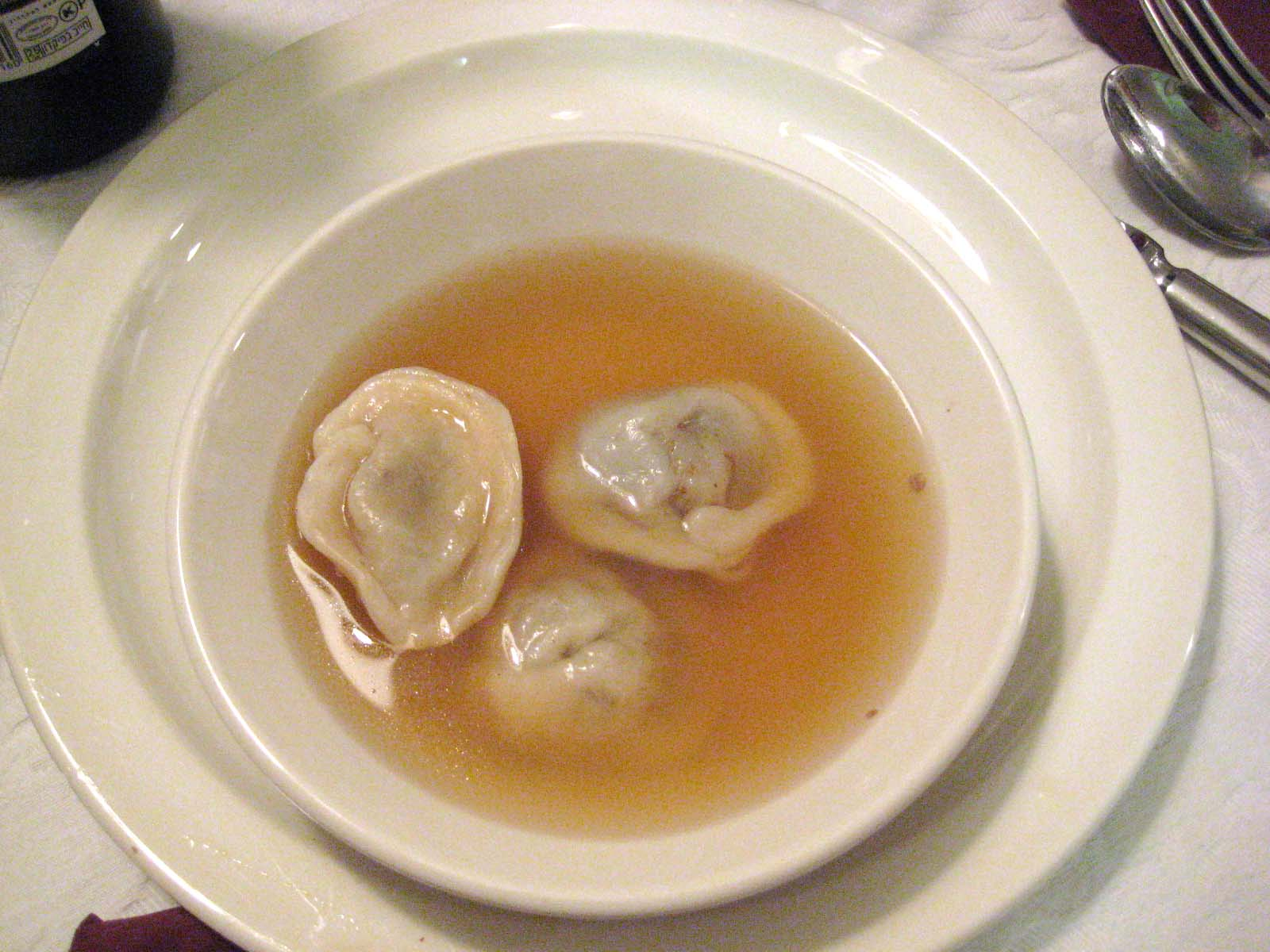
クレプラハの鶏スープ

いくつかのスープは、肉も乳製品も使わずに調理する。こういったスープは、貧困層の食べ物となった。東欧のユダヤ人の間に見られる「スープ・ミット・ニシト(soup mit nisht、何もないスープ)」は、この種のスープを起源としている。ボルシチスープは、ウクライナの食べ物だと考えられた。
クルプニクなどのスープは、オートミール、ジャガイモ、脂肪から作られた。これは、イェシーバーで学ぶ苦学生にとっての主食だった。金銭的に余裕のある家族は、このスープに肉を加えた。
結婚式では、「金色の」チキンスープがよく饗される。名前の由来はおそらく、鶏油が溶けてスープ表面に金色の輪となって浮かぶところからと思われる。今日では、非ユダヤ人の人々の間で広く「ユダヤ人のペニシリン」と呼ばれ、風邪の特効薬とされている。
ボルシチに似た酸味のあるスープが幾種類かある。そのうちの一つがクラウトもしくはキャベツ・ボルシチで、キャベツ、肉、骨、タマネギ、レーズンにサワーソルト(クエン酸)、砂糖で味付けする。トマトを入れることもある。ビーツのボルシチは、温めたり冷やしたりして食べる。冷たいボルシチには、泡立てた卵黄を食べる前に加えることもある。それぞれのボウルには、サワークリームをひとすくい添える。この最後のプロセスは、「ファルヴェイセン(farweissen,白くするの意)」と呼ばれる。

#### パンとケーキ

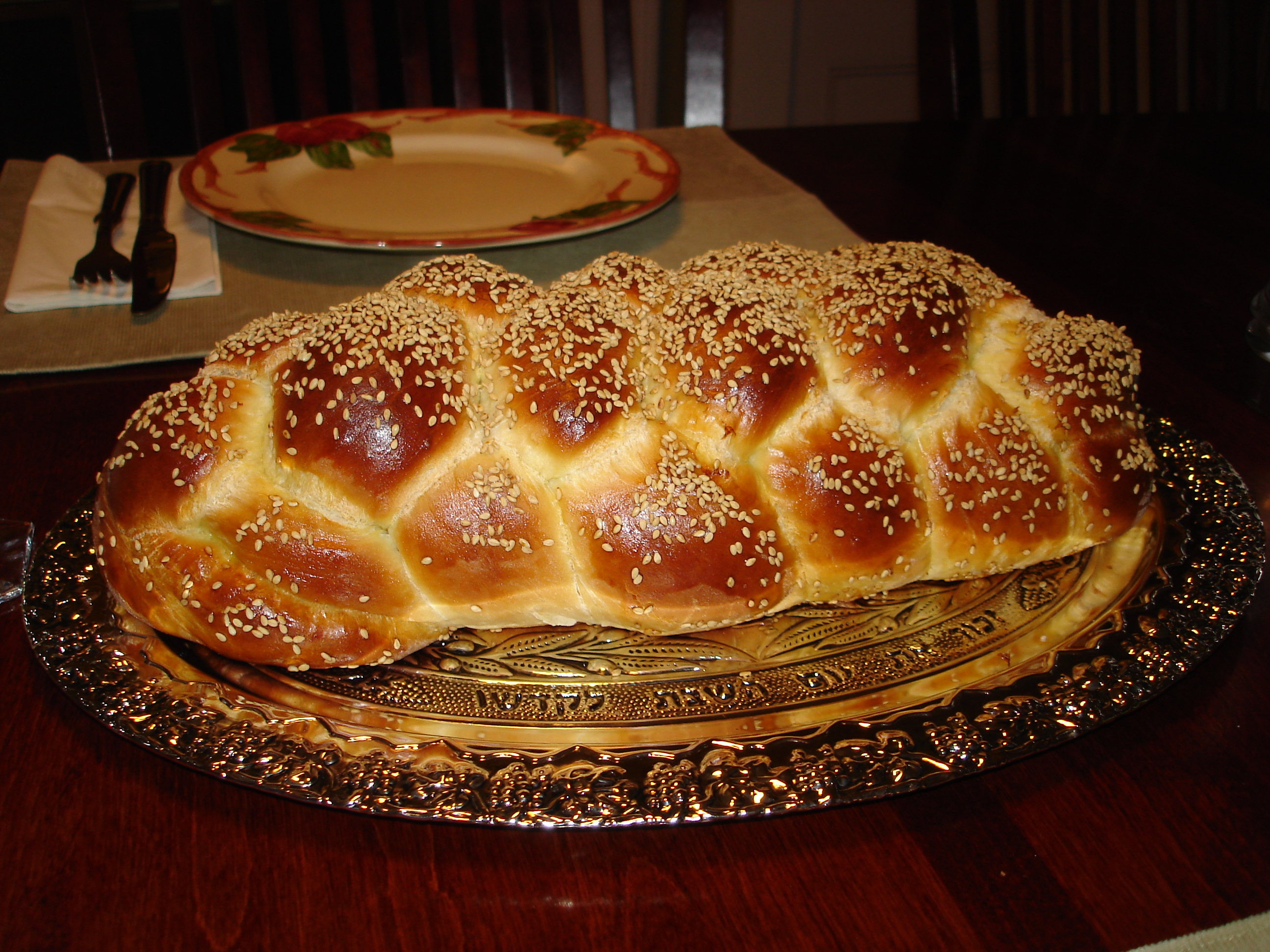
ハッラー

ハッラー(西イディッシュ語ではバルヘス)の生地はしばしば、象徴的な意味を持つ形に作られる。
例えば新年祭には輪やコインをかたどって、「新年が丸く完全であるように」という願いを込める。仮庵の祭り7日目のホシャナー・ラッバーには、「我らの祈りが通じて天国の扉が開かれますように」という願いを込めて鍵をかたどる。
ハマンタッシェンは三角形のクッキー、あるいはレクヴァー(フルーツの砂糖煮)や蜂蜜と黒ケシの実のペーストを詰めたターンオーバーで、プーリームの祭の日に食べる。これは専制君主ハマンの帽子をかたどったものだと言われる。
ムーン・キヘルは、ケシの実を散らした三角形または長方形のウエハースである。ターンオーバーのピルシュケは、焼いたり揚げたりした後にハチミツや糖蜜に浸けた小さなケーキである。シュトゥルーデルは、デザートとして食べる。クーゲルは、米、麺、またはマッシュポテトから調理する。
東欧のユダヤ人は、通常の黒パンであるプロステルと、白いハッラーを焼いた。最も一般的な形は捩じりで、「ねじれ」を意味するルーマニア語「încolăci」から「コイリッシュ」「キッケ」と呼ばれる。コイリッシュは楕円形で、1.5フィート(45.7 cm)の長さがある。結婚式など特別な場合には、コイリッシュは長さ2.5フィート(76.2cm)に伸ばされる。ベーグルは東欧のバブリクを起源としており、アシュケナジムでは定番の食べ物である。

#### 肉と脂
ゲブラーテン(Gebratenes、ローストした肉)、ミンチ、エッスィヒ・フライシュ(essig fleisch、酢の肉）は、定番の肉料理である。「エッスィヒ」は「ホーニヒ」「ザウアーブラーテン」とも言い、軽く焼いた肉に少量の砂糖、ローリエ、コショウ、レーズン、塩、少量の酢を加えて作る。クニッシュは、肉とジャガイモを生地で覆って、焼いたりグリルしたり揚げたりする軽食である。
大部分が東欧に住むアシュケナジムに定番の料理は、ピエロギである。ピエロギはクレプラハに似てはいるが別の食べ物で、細かく刻んだ牛肉を詰めることが多い。キシュカはアシュケナジムの定番料理で、伝統的に、牛の腸の皮に小麦粉やマッツァー粉、シュマルツ、香辛料を詰めて作る。
ガチョウや鶏の脂を溶かしたシュマルツは、常備されている。
グリベネス(グリーヴェンとも)は、シュマルツを絞ったあとの油かすで、東欧の人々の好物のひとつとされ、パンに乗せて食べたりする。
肝臓を刻んで作るスプレッドは、タマネギだけではなくグリベネスを混ぜることもあり、特に北アメリカ東海岸に住むユダヤ人は前菜、副菜、あるいは軽食としてよく利用する。ライ麦パンやクラッカーに添えて供されることが多い。
ロールキャベツもまた、ヨーロッパのユダヤ人にとっては貧しく苦しい時代を乗り越える際の食事となった。中世においては、食肉よりも乳牛を飼育する方が大切だったので、ユダヤ人は牛の挽肉にパン粉や野菜などを混ぜて詰めた。それにより、キャベツの葉に詰める肉をかさ増しすることができた。

#### お菓子
テイグラハは、ローシュ・ハッシャーナー(ユダヤの新年)に食す伝統菓子で、生地をビー玉ほどの大きさに丸めてハチミツのシロップに浸す。イングベルラハは、小さな棒状の生姜糖である。
ヨーロッパでは、フルーツジュースから作られたゼリーやジャムがペストリーのフィリングとして使われたり紅茶に添えて供されたりした。貧しい人々にとってジャムは病人のための保存食であったため、それを保存する際にはイディッシュ語で「これを使う必要がありませんように( Alevay zol men dos nit darfen )」と唱える習慣があった。
簡単に調理できて、安価な材料で作ることができる上に、酪農製品が含まれないので、コンポートはヨーロッパ中のユダヤ人家庭で主要なデザートメニューとなり、ユダヤ料理の一部と見なされた。

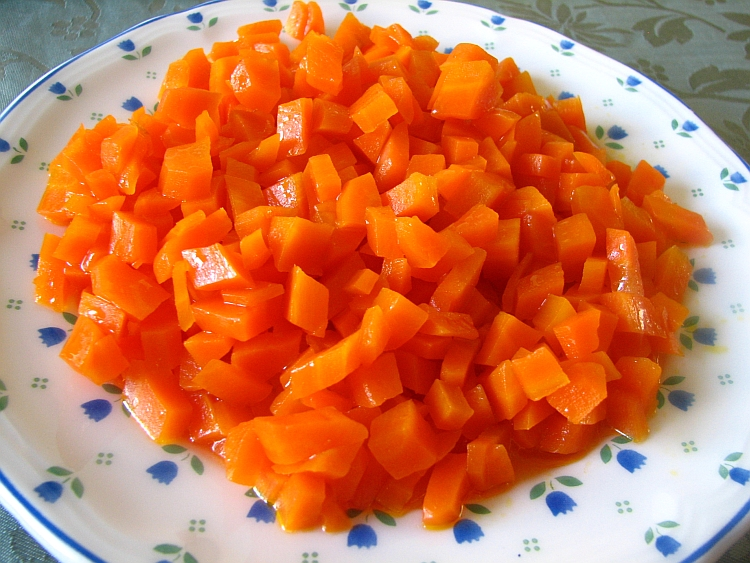
ニンジンのツィメス

#### 副菜
ツィメスは一般的には加熱した野菜や果物から作られるが、肉を加えることもある。最も定番の野菜は、スライスしたニンジンで作るメーレン・ツィメスである。特にリトアニアでは、カブでもツィメスを作る。南ロシア、ガリシア、ルーマニアでは、ツィメスを洋梨、リンゴ、イチジク、プルーン、プラムでも作る( floymn tzimes )。
クレップラックは、ロシアのペリメニ同様ラビオリに似たダンプリングで、小麦粉と卵を混ぜて作った生地を延ばして正方形に切り、細かく切って味付けした肉やチーズを詰める。スープに入れることが多いが、揚げることもある。クレップラックは、プーリームやホシャナー・ラッバーなど、さまざまな祝日に食べる。

### セファルディムとミズラヒム

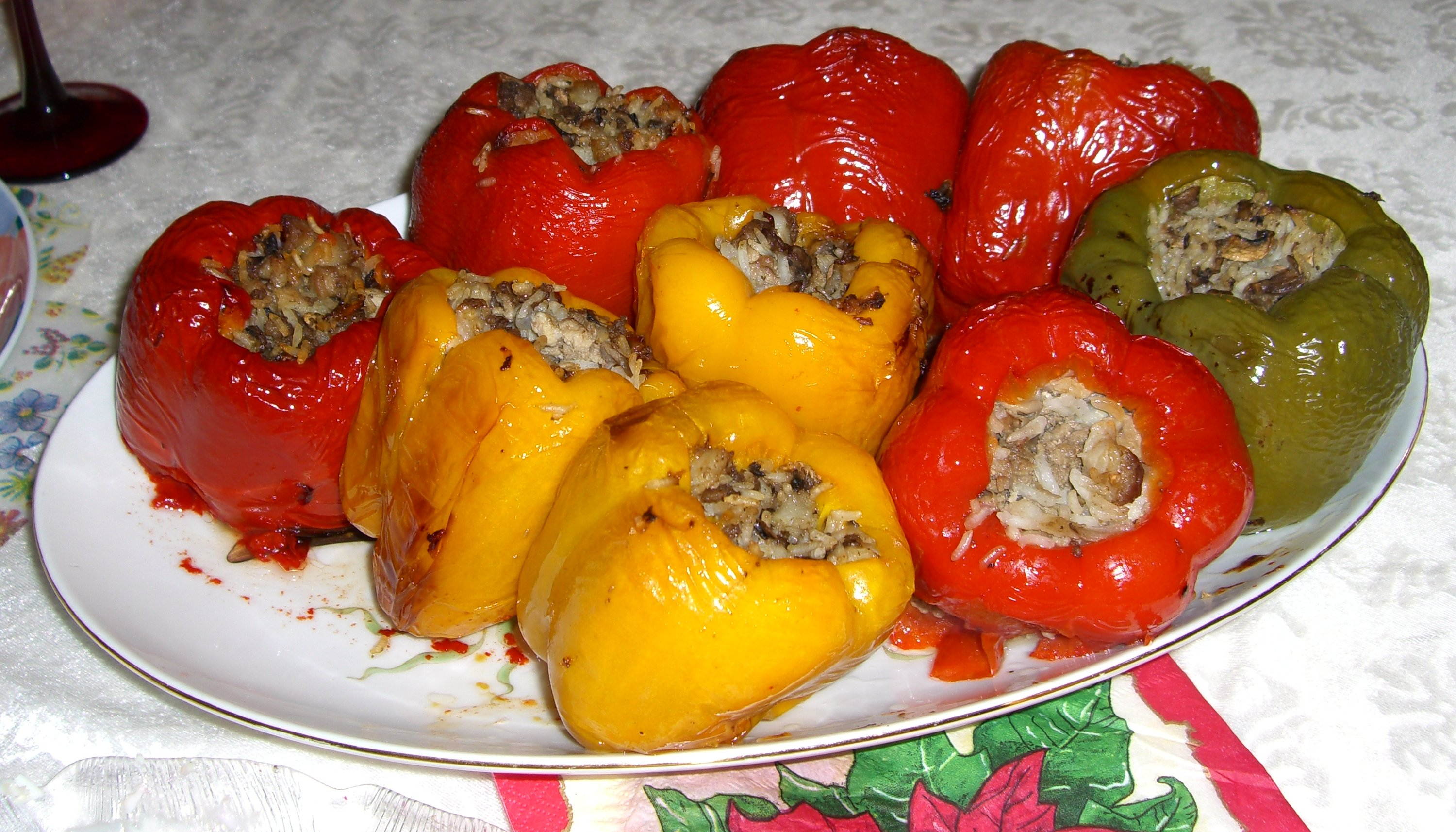
スタッフド・ピーマン

伝統的なセファルディムとミズラヒムの料理を、明確に区別することは難しいと思われる。これは、国外離脱したセファルディムとミズラヒムのユダヤ人に、接触交流があるためである。他と同じくどちらのグループも、それぞれが生活する地元の非ユダヤ人の食べ物から影響を受けている。

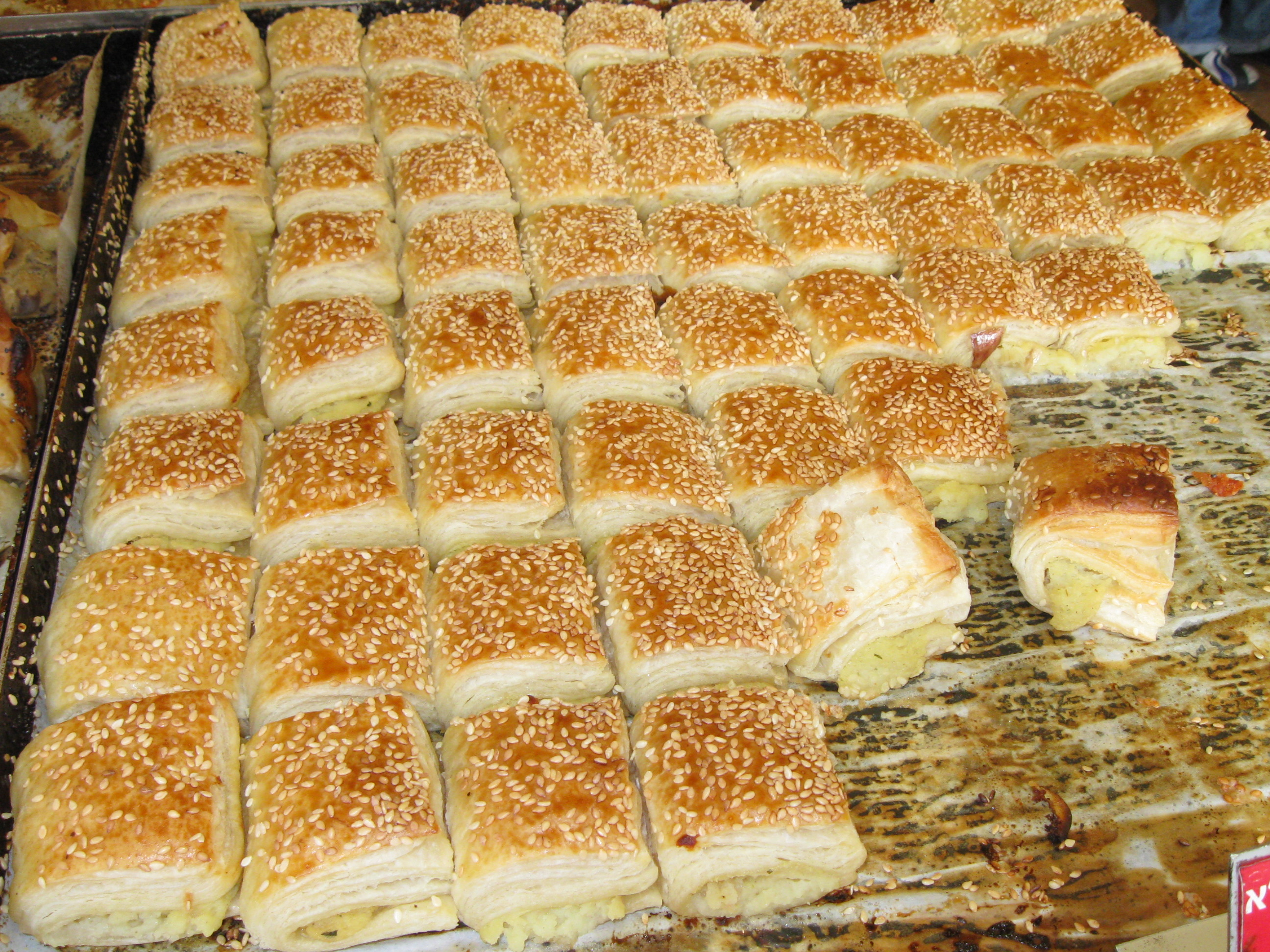
ジャガイモのブレカス

しかしカシュルートを守る必要性から、重要な変更点がいくつか見られる。特に、動物性脂肪の代わりにオリーブ・オイルを使うことは、この地域に住むユダヤ人に受け継がれる知恵である。動物性脂肪と違って、オリーブ・オイルを牛乳と一緒に摂ることもある。
一方、セファルディムとアシュケナジムでは、カシュルートの概念が異なる。おそらくもっとも顕著な違いはコメに関するもので、セファルディムの日常食では主食であり、過越祭にもカシェルであるのに対し、大部分のアシュケナジムは許されないキトニーヨートで許されないと考える。
セファルディムの料理で特によく知られるのは、ホウレンソウ、アーティチョーク、松の実、そして近年はカボチャなど、ヨーロッパのアシュケナジムが利用できない野菜も、かなり使用している点である。料理のスタイルは大部分が中東ふうで、そこにスペイン、イタリア、北アフリカの風味が加えられる。
ミズラヒムのユダヤ料理には、イラク、東トルコ、クルディスタン、イラン、イエメンのユダヤ人が食べる独特の料理が数多く存在する。

## 安息日と祝祭の料理

### 安息日

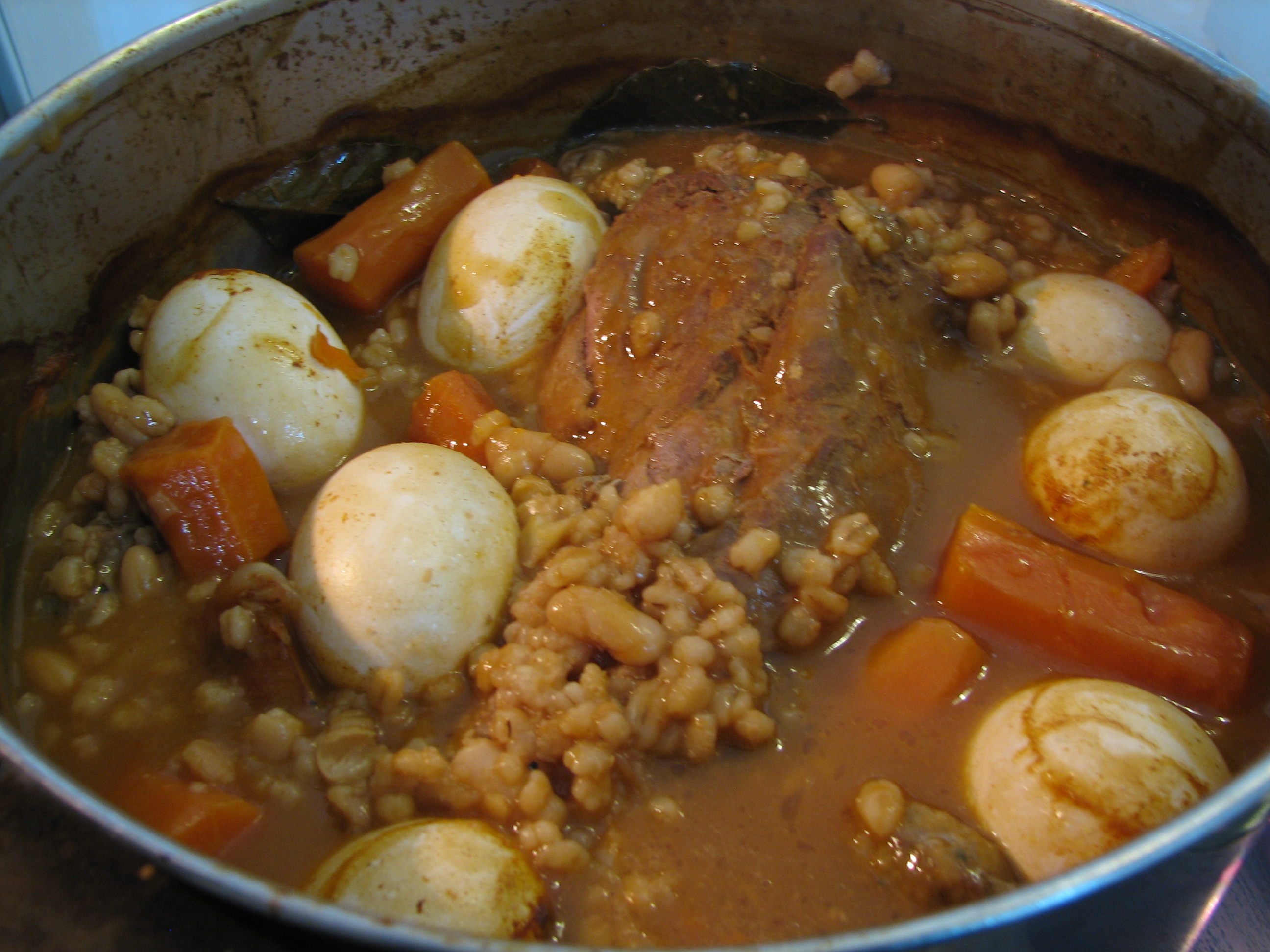
チョレント

美味しい食事は、「安息日を楽しみなさい(oneg Shabbat)」というミツワーの重要な部分を占める。そのためユダヤ料理の多くは、安息日を中心題目としている。
敬虔なユダヤ人は安息日には調理をしないので、この日に温かい食事を供するため、さまざまな技術が開発された。そういった料理のうちの一つがチョレントである。チョレントは肉、ジャガイモ、豆、大麦をじっくり煮込んだシチューで、さまざまなバリエーションがある。
材料を鍋に入れ、金曜の夜、キャンドルをともす前に火にかけて沸騰させる。それから鍋を温かい場所、伝統的にはブレハという炎を覆うための薄いブリキのシートの上で保管する。あるいは弱火にかけて翌日まで放置することもある。
安息日に食べる料理として独特なのは、ハッラーというねじれたパンである。ドイツ南部やオーストリア、ハンガリーではバルヘスと呼ぶ。ハッラーの表面はよくマナを表してケシの実などで覆われている。
安息日に食べる料理として他に、仔牛の足のゼリーが挙げられる。この料理をリトアニアでは( p'tsha )( šaltiena )と呼び、ポーランドでは( galarita )( galer )( galleh )( fisnoge )と呼ぶ。牛の骨を水、調味料、ニンニク、タマネギでぐつぐつ煮る。煮汁を冷ますとゼリー状になるので、四角く切り分ける。これによく似た( Drelies )は、ロシア南部やガリシアに起源を持つ料理で、火からおろした段階で半熟卵と酢を混ぜ、温かいうちに供する。ルーマニアでは( piftie ）、セルビアでは( pihtije ）と呼ばれ、ニンニク、固ゆで卵、酢もしくはマスタードのソースとともに冷やして供される、冬季の伝統料理となる。
クーゲル、特にロクシェン・クーゲルという麺入りの甘い焼きプリンも、安息日の定番料理である。レーズンやスパイスを入れることもある。甘くないクーゲルは、ニンジン、ジャガイモその他の野菜を組み合わせて材料とする。
伝統的な麺のロクシェンは、小麦粉と卵の生地をシート状に伸ばしてから細長く切って作る。生地を小さな正方形に切った場合は、ファルフェルとなる。ロクシェンもファルフェルも、通常ゆでてスープとともに供する。

### ローシュ・ハッシャーナー

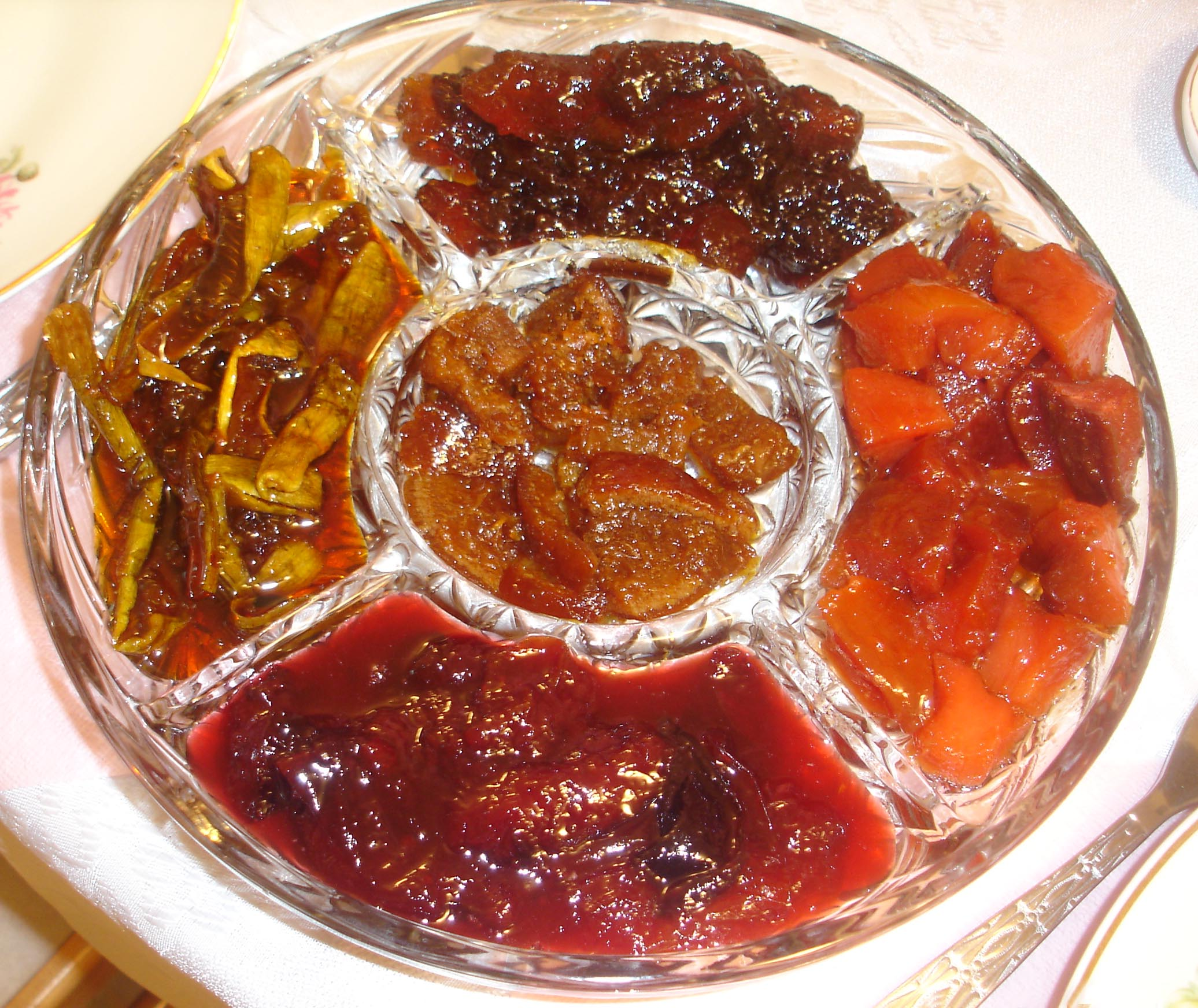
ローシュ・ハッシャーナー用のリビア伝統の5種の果物ジャム。
(上から時計回りに)リンゴ、マルメロ、プラム、スカッシュ、 (中央に)オレンジ。

ローシュ・ハッシャーナーはユダヤの新年で、さまざまな象徴的食べ物を食する。
- リンゴとハチミツ・・・アシュケナジムは甘い年を願って。セファルディムのユダヤ人はリンゴを焼いて食べる。
- 丸いハッラー (アシュケナジム)
- ツィメス (アシュケナジム)
- テイグラハ(アシュケナジム)
- ハチミツのケーキ
- ザクロ・・・ザクロの種と同じぐらい多くの天の恵みを願って。ザクロについては、タナハでも何度か触れられている。
- 魚か羊の頭・・・成功多き年になることを願って。我々は頭であって尾ではない、の意味。
- リーキのフライ(Karteh） (セファルディム)
- フダンソウのフライ(Salkeh) (セファルディム)
- ズッキーニの地域種(qara'a)で作る甘いジャム (セファルディム)

### ヨム・キプル
ヨム・キプルは断食日である。断食前の食事は seuda hamafseket と呼ばれ、通常ゆっくりと消化される食材を選び、スパイスを控えて喉の渇きを抑える。

### 仮庵の祭り

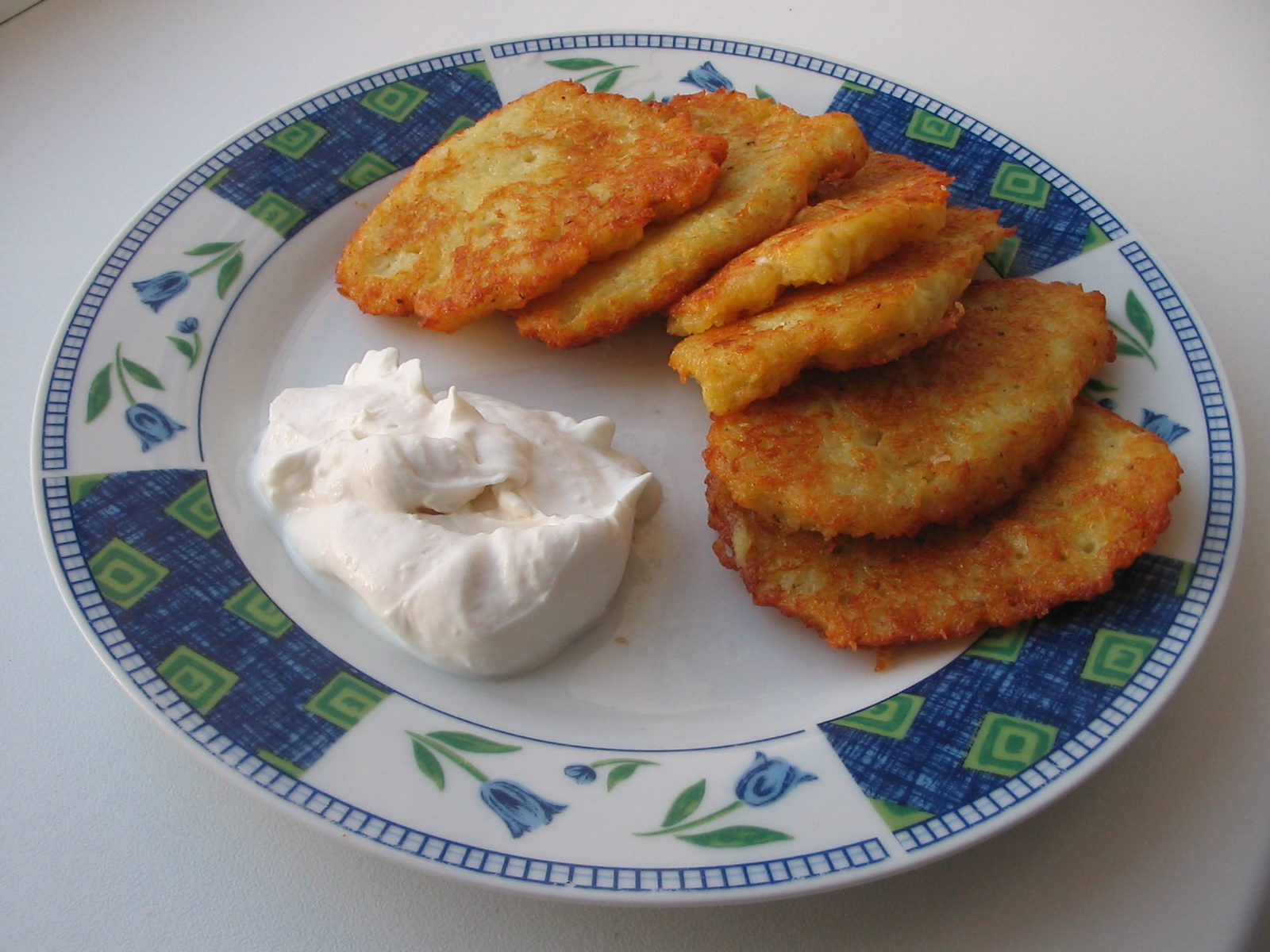
スメタナを添えたラトケス

仮庵の祭りの期間には、屋外に屋根を草で葺いた仮小屋スカー(en)を建て、そこで食事を取る。小屋の屋根に飾られた新鮮な果物を、食べることも多い。

### ハヌカー
ハヌカーを祝して、油で揚げたものを食べる習慣がある。中世には、酪農製品を食べる習慣があった。
- ラトケス (アシュケナジム)・・・ポテトパンケーキにサワークリームやリンゴのソースを乗せる。
- スフガニヤ (イスラエル)・・・ジャムを詰めた丸いドーナツ。
- ( Sfinge )(主として北アフリカ)、ザラビア・・・粉砂糖を上から撒いた揚げドーナツ。

### プーリーム

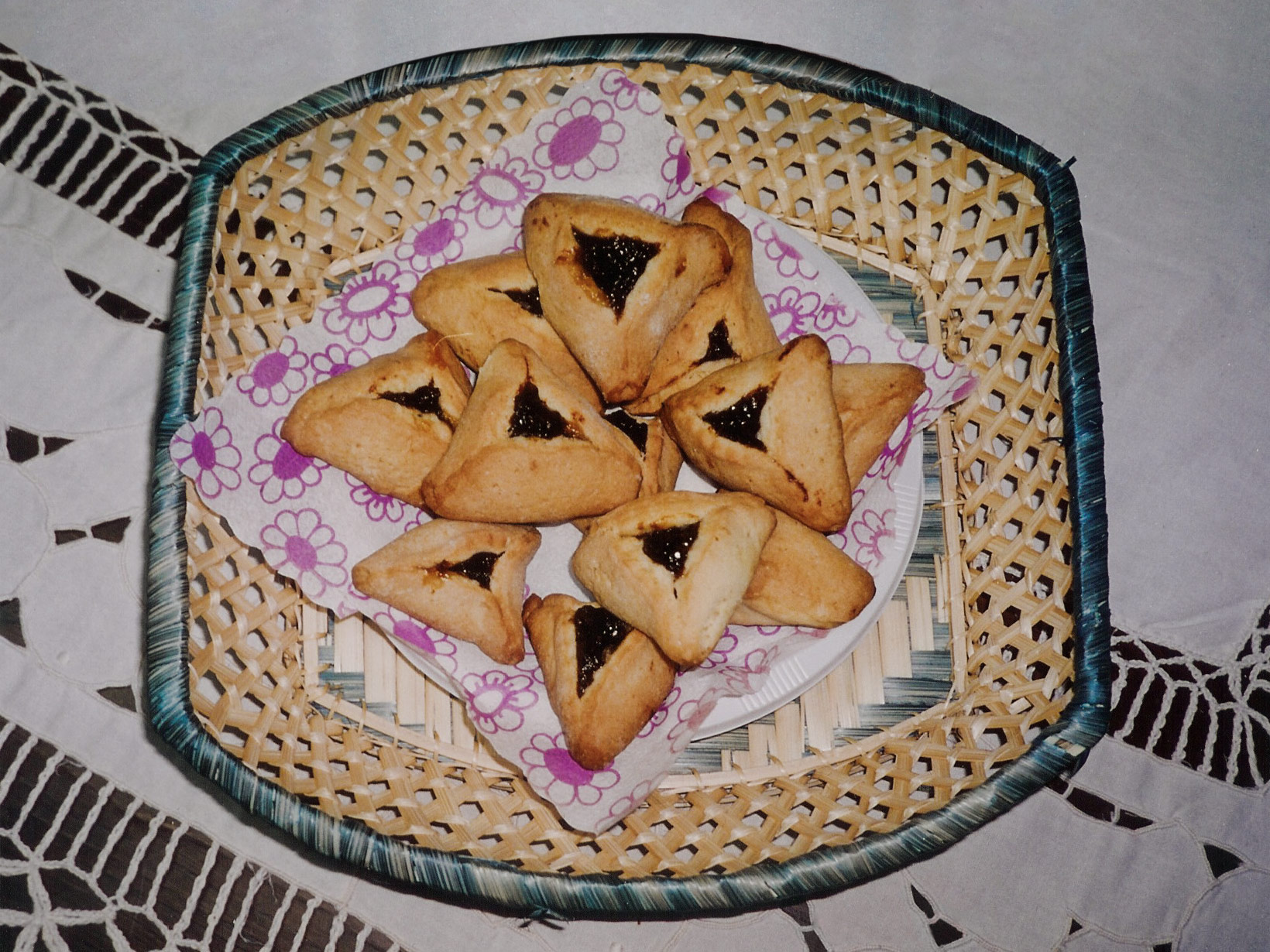
プーリームのハマンタッシェン

- ハマンタッシェン・・・三角形のパティスリーで、伝統的にケシの実やプルーンのペーストを詰める。
- クスクス
- ファゼロ(en)

### 過越
過越の祭はユダヤの人々のエジプトからの脱出を記念するもので、この時はパンが膨らむまでの時間さえ許されないほど慌ただしかったという(出エジプト記　12:34)。この出来事を祝して人々はマッツァーを食べ、イースト菌やパン種の作用材を使ったパンやケーキを断つ。近代では、ラビ・ユダヤ教はベーキングパウダーなどの化学的パン種の使用を許可している。マッツァーは祝日の主食で、過越の祭に食べる料理によく使われる。マッツァー・ボールのクネイドラハのスープは、伝統的な料理である。魚フライは、マッツァー粉でくるんで揚げる。過越祭の期間には、マッツァー粉と片栗粉でペストリーを作る。パン種の代わりに泡立てた全卵もしくは卵白を多用し、小麦粉の代わりに片栗粉を使用したエンゼルケーキやスポンジケーキを作ったり、ココナッツやアーモンドのマカロンを作ったりする。

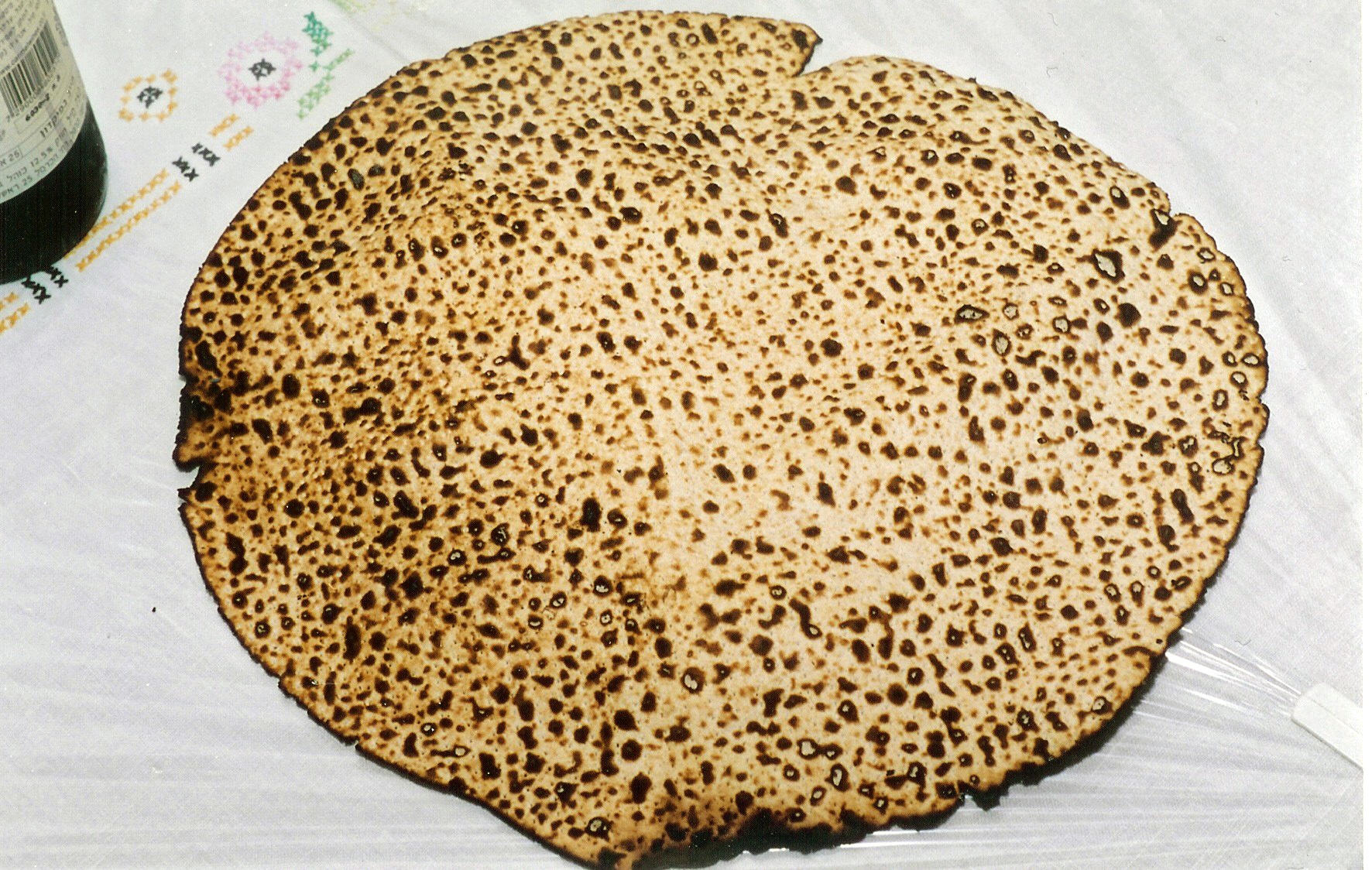
手作りのシュムラ・マッツァー

過越の食材については、セファルディムとアシュケナジムのコミュニティ間に明確な差異が現れる。アシュケナジムはコメを使用しないが、セファルディムは食べる。マッツァーは伝統的には小麦粉と卵だけを使って調理するが、エッグ・マッツァーのように、フルーツジュースを加えることもある。祝祭では、超正統派など一部のコミュニティでは慣習的に、カシュルートを厳密に守って手作りしたシュムラ・マッツァーを食べる。
酵母を使用できないためユダヤ料理は創意工夫を必要とし、マッツァー粉と片栗粉を増粘剤とした過越祭の料理が、多種多様に生み出された。片栗粉は主に、こまかく挽いたマッツァー粉とナッツを使ったケーキに使用される。

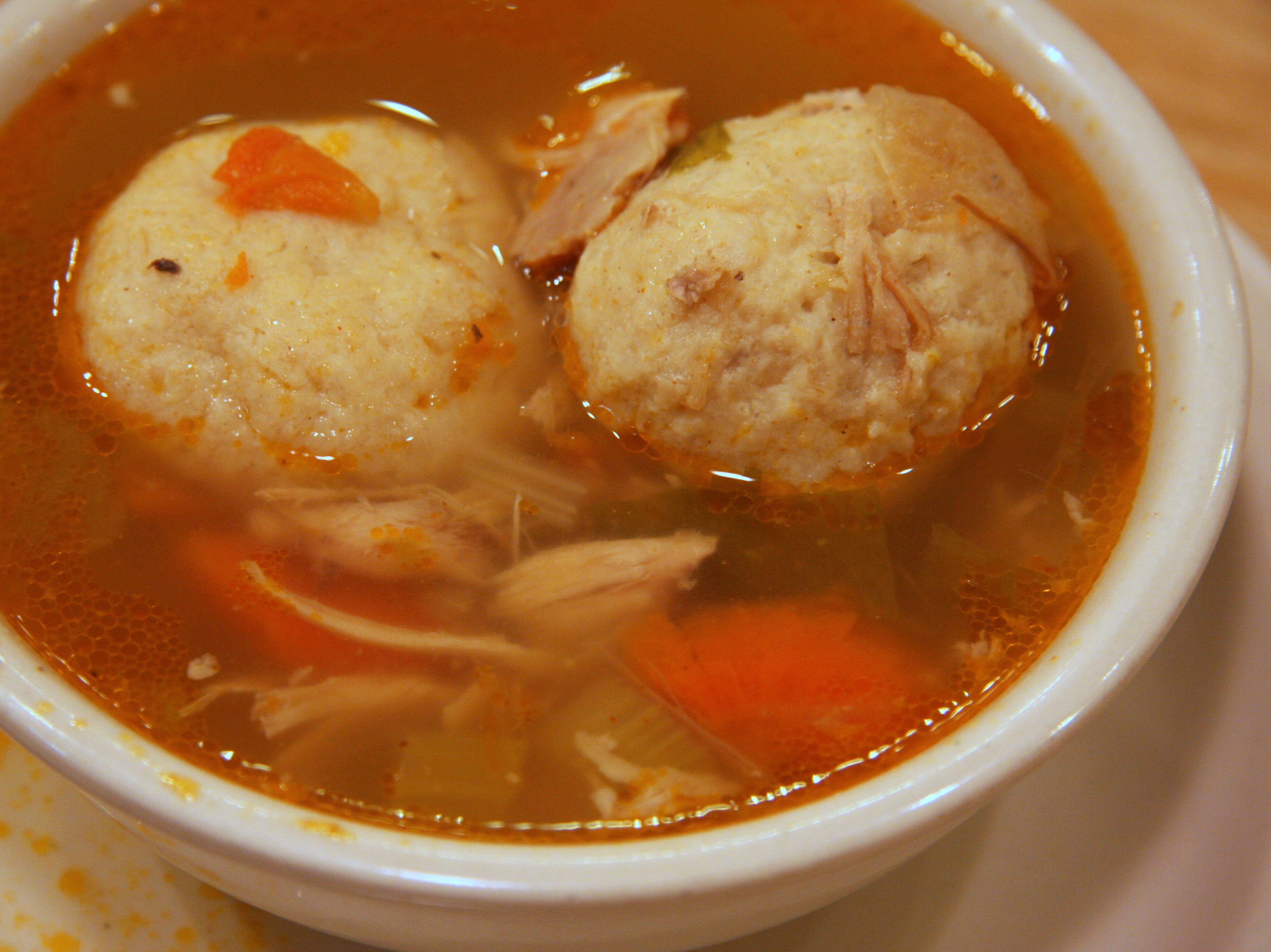
マッツァー・ボールのスープ

アシュケナジムに定番のマッツァー・ブライは、砕いたマッツァーをすりおろしたタマネギ、溶き卵と混ぜて調理する。パンケーキのマッツァー・ラートカ、マッツァー粉を焼いたフレムゼル(フレムズラハ、グレスゼリとも)も定番料理である。
現代的な料理には、マッツァー・クーゲル(プディング)をワインに浸したものも使われる。過越の祭のスープやソースを濁らせるために、小麦粉の代わりに、細かいマッツァー粉か片栗粉を使う。魚のフライやカツレツを作る時には、マッツァー粉と卵をつけてころもにしたり、湿らせたパンの代わりにジャガイモを詰めたりする。
麺は、溶き卵とマッツァー粉で作ったパンケーキを、くるくると巻いてから切って細長い形に作り、テーブルに出す前に、スープの中に入れる。ダンプリングのマッツァー・クレイは、刻んで揚げたタマネギ、刻みパセリ、溶き卵、調味料を混ぜて、スープに落として茹でた小さなダンゴである。

### シャブオット
シャブオットには、伝統的に酪農製品を食べる。
- ブリンツ
- チーズケーキ

### ティシュアー・ベ＝アーブ
ティシュアー・ベ＝アーブは断食日で、安息日を除き9日間は肉を食べない。この期間は、乳製品と野菜の料理が準備される。断食の前の食事セウダ・マフセケト(seudat mafseket)もまた、酪農製品の他、レンズマメ、卵を使った料理である。どちらも古代ユダヤでは服喪を象徴する食べ物である。一部のアシュケナジムは、服喪を象徴する灰を振りかけた固ゆで卵を食べる。

## 参照項目
- en:Appetizing store
- en:Cuisine of Israel
- en:Cuisine of the Sephardic Jews
- en:Cuisine of the Mizrahi Jews
- デリカテッセン
- en:Hechsher
- en:Jewish vegetarianism
- en:Kosher restaurant
- en:List of Jewish cuisine dishes
- en:List of kosher restaurants

### 史学
- Atrutel, J., Book of Jewish Cookery, London, 1874
- Boone, A., Jewish Manual of Cookery, 1826
- Greenbaum, Florence Kreisler, The International Jewish Cookbook, New York, Bloch Publishing, 1919
- Kander, Mrs. Simon (Lizzie Black Kander), The Settlement Cookbook, Milwaukee, The Settlement, 1901
- Kramer, Bertha M. ("Aunt Babette"), Aunt Babette’s Cook Book Cincinnati, Bloch Publishing, 1889
- Montefiore, Lady Judith (attr), The Jewish Manual, London, 1846
- Aunt Sarah's Cookery Book for a Jewish Kitchen, Liverpool, 1872; 2d ed., 1889